# Margarita Argúas
Margarita Argúas (29 tháng 10 năm 1902 – 27 tháng 7 năm 1986) là một luật sư người Argentina tiên phong trong việc đưa phụ nữ vào thực hiện các công việc pháp lý. Bà là người phụ nữ đầu tiên giữ vị trí chủ nhiệm khoa luật tại Đại học Buenos Aires, là người phụ nữ đầu tiên được bổ nhiệm vào Viện Luật và Khoa học Xã hội Quốc gia, cũng như là người phụ nữ đầu tiên phục vụ trong Tòa án Tối cao Quốc gia Argentina. Về mặt quốc tế, bà là người phụ nữ đầu tiên trở thành chủ tịch Hiệp hội Luật Quốc tế, nhiệm kì từ 1968 đến 1970 và là thành viên của Tòa án Trọng tài thường trực tại Den Haag từ năm 1977 đến năm 1983. Sau khi qua đời bà được vinh danh với một giải thưởng Konex Foundation award vào năm 1986 vì những cống hiến của bà trong lĩnh vực Luật Quốc tế và Dân sự.

## Những ngày đầu
Margarita Argúas Royol sinh ra ngày 29 tháng 10 năm 1902 tại Buenos Aires, Argentina là con của Margarita Royol và  Domingo Argúas. Sau khi hoàn thành các chương trình học phổ thông, bà ghi danh vào khoa luật tại Đại học Buenos Aires năm 1923, tốt nghiệp vinh dự vào năm 1925. Bà tiếp tục việc học của mình, có được bằng tiến sĩ với luận án  La regla locus regit actum, en la legislación civil y la jurisprudencia argentina (Quy tắc của Locus regit actum (Sự giải thích về ảnh hưởng pháp luật ở địa phương) trong luật dân sự và Hiến pháp của Argentina) vào năm 1926. Bà nhận được một Premio Accésit vì luận án của mình, thứ được xuất bản vào năm 1928.